# BHR 71
La piccola nebulosa oscura BHR 71 è un globulo di Bok di diametro di circa un anno-luce situata nella costellazione della Mosca. La sua distanza dal sistema solare è di circa 650 anni luce.
All'interno della nube molecolare vi sono due sorgenti di raggi infrarossi e onde radio, che si pensa siano due embrioni di stelle: HH 320 e HH 321, che perdono molta materia mentre collassano.
HH 320 emette più materia ed è forse circondato da un disco massiccio di materiale stellare emesso. Anche se non è visibile con i telescopi ottici, HH 320 ha una luminosità pari a nove volte quella del sole, e la separazione tra le due protostelle è di circa 3400 UA. BHR 71 offre la rara opportunità di studiare i processi implicati nella formazione delle stelle.